# Schutter (Kinzig)
Die Schutter ist ein 55 Kilometer langer Fluss in Baden-Württemberg, ein (linker) Nebenfluss der Kinzig.

## Etymologie
Erstmals schriftlich erwähnt wird der Fluss im Jahr 975 als Schutteram. Über die etymologische Bedeutung des Namens „Schutter“ sind sich die Sprachwissenschaftler uneinig. Vermutlich liegt dem Wort „Schutter“ die frühgermanische Form „scutro“ zugrunde, was so viel wie „schnell dahinfließendes Gewässer“ heißen soll. „Scutro“, das die indogermanische Wurzel „sceud“ beinhaltet, lässt aber auch die Auslegung im Sinne von „Umdämmung“, „Aufstauung des Wassers“ zu und weist auf die an Dämmen und Mühlen reiche Schutter der Ebene hin.
Neben den Gemeinden Schuttertal und Schutterwald findet sich der Fluss auch in Schuttern, einem Ortsteil von Friesenheim, und Schutterzell, einem Ortsteil von Neuried, jeweils bei den Ortsnamen. Außerdem leitet sich die Bezeichnung des Schutterlindenbergs in Lahr vom Fluss ab.

## Geographie

### Quellbereich
Die Schutter entspringt am Hünersedel (Schwarzwald) oberhalb von Schweighausen in 680 Meter Höhe, entsteht aber eigentlich erst im Ort Schweighausen aus der Vereinigung mit zwei kleineren Bächen, dem Geisbergbach und dem Lohbach. Dessen Quelle wurde 1904 von der Sektion Lahr des Schwarzwaldvereins als „Schutterquelle“ gefasst.

Quellteich  und gefasste Quelle
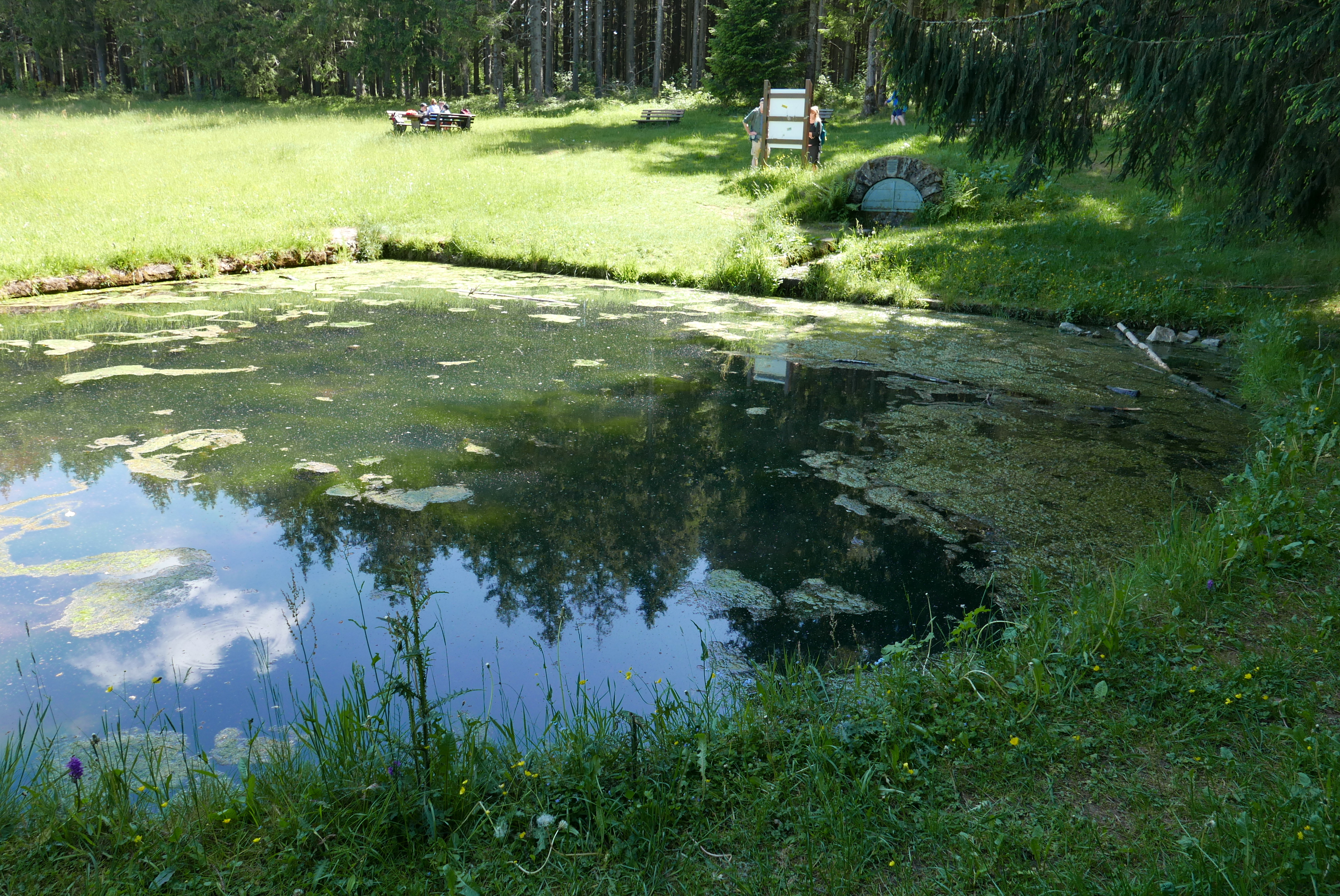
Quellteich der Schutter
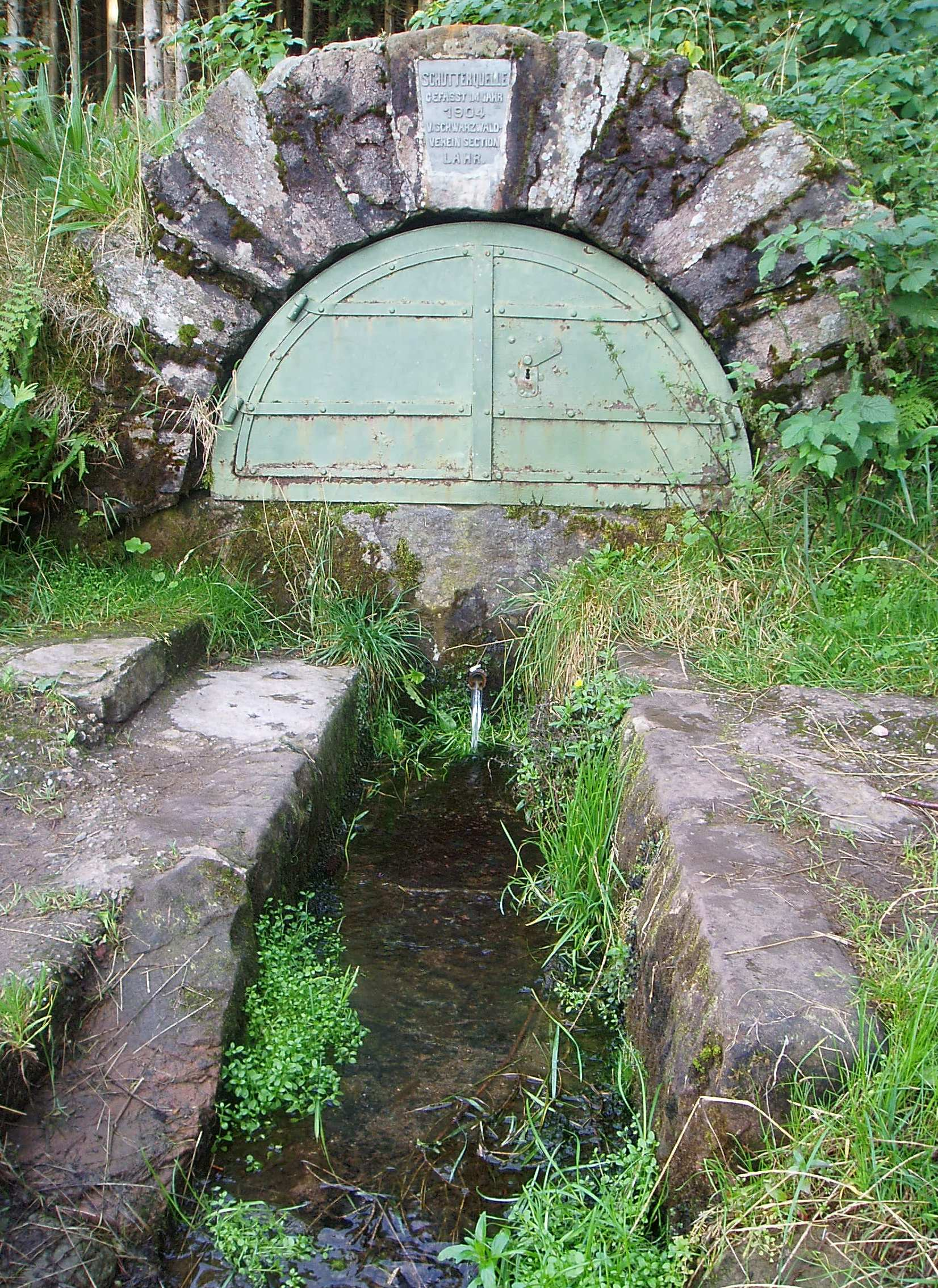
Schutterquelle, gefasst 1904 durch den Schwarzwaldverein

### Weiterer Verlauf
Die Schutter fließt zunächst nach Westen, dann nach einem fast rechtwinkligen Knick in nördlicher Richtung durch die Gemeinden Schuttertal und Seelbach, macht dann immer mehr einen Bogen nach Westen und durchfließt das Stadtgebiet von Lahr. Dann verlässt die Schutter den Schwarzwald und fließt in nördlicher Richtung parallel zum Rhein durch die Oberrheinische Tiefebene. Sie durchquert die Gemarkungen von Friesenheim, Neuried, Schutterwald, Kehl und Willstätt und mündet bei Kehl in die Kinzig, wenige Kilometer, bevor diese ihrerseits in den Rhein mündet.
Am Ende der letzten Eiszeit (Würmeiszeit) floss die Schutter mit weiteren Schwarzwaldflüssen parallel zum Rhein in der noch heute erkennbaren Kinzig-Murg-Rinne.

### Zuflüsse
Größere Zuflüsse zur Schutter sind der Sulzbach und die Unditz.
Liste einer Auswahl direkter Zuflüsse von der Quelle zur Mündung, ohne die zahlreichen flussbegleitenden Mühlgräben:
- Lohbächle (rechter Quellbach, Hauptstrang), 1,7 km
- Grundbächle (linker Quellbach, Nebenstrang), 1,0 km
- Nauenbächle (links), 1,7 km
- Geisbach (rechts), 2,8 km und 3,53 km²
- Grundbächle (links), 1,3 km
- Grundbächle (links), 1,7 km
- Kissibrunnbächle (links), 1,1 km
- Steinbächle (links), 1,0 km
- Bächle „Offenburger Hof“ (links), 0,9 km
- Schwiebigbächle (links), 0,9 km
- Prinschbächle (rechts), 3,0 km
- Durenbächle (rechts), 3,8 km und 4,13 km²
- Runzenbach (links), 2,2 km
- Hallerhofbächle (links), 1,0 km
- Laulisgraben (rechts), 1,5 km
- Bächle Schwabenbauernhof (links), 0,9 km
- Regelsbach oder Schwarzgräble (links), 3,2 km und 3,38 km²
- Bottenseppenhofbächle (links), 1,4 km
- Wolfersbach (links), 2,7 km
- Kambächle (rechts), 4,6 km und 6,14 km²
- Michelbronnbächle (rechts), 2,7 km und 3,23 km²
- Tretenbach (rechts), 1,8 km und 1,34 km²
- Litschentalbach (links), 7,7 km und 12,95 km²
- Dorfbach oder Selmenbach (rechts), 2,0 km
- Steingraben (links), 0,7 km
- Steinbächle (rechts), 4,2 km
- Gereutertalbach (rechts), 6,6 km und 11,99 km²
- Schindelgraben (links), 1,7 km
- Giesen (rechts), 4,2 km und 4,15 km²
- Bombach (links), 2,5 km. Mündet in einen Mühlkanal neben der Schutter
- Brudertalbach (rechts), 2,8 km und 2,55 km²
- Burghardgraben (links), 3,5 km und 2,16 km²
- Heidengraben (links), 3,5 km und 3,66 km²
- Sulzbach (links), 9,7 km und 16,46 km²
- Lierbach (rechts), 5,1 km
- Friesenheimer Dorfbach (rechts), 8,7 km und 16,96 km²
- Unditz (links), 19,9 km und 68,33 km²
- Oberschopfheimer Allmendkanal (rechts), 10,4 km
- Schütterle (rechts), 0,5 km
- → (Abgang des Müllenseegrabens) (nach links), 2,0 km; speist u. a. die Feldschutter
- Tieflachkanal (rechts), 11,6 km
- Hallohgraben (links), 2,2 km
- Lummertsgraben (rechts), 4,2 km
- Osterbach-Süd (rechts), 1,6 km
- Waldbach (rechts), 9,2 km
- Schutter-Entlastungskanal (rechts), 1,3 km; geht zuvor am Zufluss des Waldbachs nach rechts ab
- → (Abgang der Schutter-Entlastung) (nach rechts), 0,1 km

## Nutzung
Auf seinem Weg durch 19 Städte und Dörfer war der Fluss für die gewerbetreibenden Anlieger jahrhundertelang ein wichtiger Energielieferant. Nach dem Badischen Wasserkraftkataster von 1925 hat die Schutter damals nicht weniger als 36 Wasserkraftanlagen mit insgesamt 47 Wasserrädern, 12 Generatorenkraftanlagen mit 17 Turbinen betrieben, darunter Haus- und Hofmühlen, Kundenmühlen, Hammerschmieden, Elektrizitätswerke, Ölmühlen, Gerstenstampfen und Sägewerke.
Das Wasser der Schutter wurde auch zur Wiesenbewässerung genutzt (Wässerwiesen). Heute noch erkennbare Wiesenwässerungssysteme liegen auf Gemarkung Friesenheim-Oberschopfheim (Oberschopfheimer Allmend), in Hohberg-Niederschopfheim und Neuried (Unterwassermatten), Kehl-Goldscheuer (Kittersburger Weide), Willstätt-Eckartsweier (westlich des Dorfes und in den Schutterwaldwiesen). Das Wasser wurde oberhalb von Mühlen (Schutterzeller Mühle, Dundenheimer Mühle, Kittersburger Mühle) oder eigens hierzu errichteten Wässerwehren (Eckartsweier) so stark aufgestaut, dass der Wasserspiegel über dem Gelände lag und das Wasser in Bewässerungsgräben abgeleitet werden konnte. Die größten Wässerwiesen waren die Unterwassermatten in Neuried (heute Naturschutzgebiet), deren Wässerung etwa hundert Jahre in Betrieb war und 1935 aufgegeben wurde. In den 2000er Jahren wurden die Wiesenwässerungen Eckartsweier und Kittersburg aus ökologischen Gründen wieder in Betrieb genommen. Im Oberschopfheimer Allmend wurde die Wiesenwässerung 2014 ebenfalls wieder aufgenommen.

## Hochwasser und Hochwasserschutz
Immer wieder, so in den Jahren 1958, 1970, 1978, 1980 und 1987, kam es zu Hochwasserschäden durch die Schutter, bei denen die Schutter Ackerland überflutete und Straßen, Brücken und Häuser zerstörte. Vom Schutter-Hochwasser waren gleichermaßen das Schuttertal, Lahr und die Rheinebene betroffen. Außer den vielen Berichten über die Hochwasserschäden in den örtlichen Gemeinderatsprotokollen erinnert heute noch das „Hochwasserkreuz“ in Schweighausen an ein Hochwasser im Jahr 1895. Damals war am 6. Juni der Landwirt Landolin Bauer mit seinem Pferdefuhrwerk fortgerissen worden. Am Unglücksort oberhalb des „Stefisbauernhofs“ in der Steig wurde zum ehrenden Gedenken an den Verunglückten ein Kreuz errichtet.
Um die Schutter-Anliegergemeinden in der Rheinebene auf Dauer vor Hochwasser zu schützen, wurde in den Jahren 1936 bis 1938 vom Reichsarbeitsdienst der Schutter-Entlastungskanal zwischen Lahr-Dinglingen und Nonnenweier gebaut. Zusätzlich entstanden bei Lahr-Kuhbach (erbaut von 1983 bis 1985) und Seelbach-Wittelbach (erbaut von 1989 bis 1991) zwei Hochwasserrückhaltebecken. Zum Hochwasserschutz an der Niederungsschutter wurde in den 1980er Jahren von den betroffenen Gemeinden der Zweckverband Hochwasserschutz Schuttermündung mit Sitz in Kehl gegründet. 1994 bis 2007 wurden 14 Hochwasserschutzmaßnahmen durchgeführt und Teilabschnitte der Schutter renaturiert.

### LUBW
Amtliche Online-Gewässerkarte mit passendem Ausschnitt und den hier benutzten Layern: Lauf und Einzugsgebiet der Schutter

Allgemeiner Einstieg ohne Voreinstellungen und Layer: Daten- und Kartendienst der Landesanstalt für Umwelt Baden-Württemberg (LUBW) (Hinweise)
1. 1 2  Höhe nach dem Höhenlinienbild auf dem Hintergrundlayer Digitale Topographische Karte oder nach dem Digitalen Geländemodell der Online-Gewässerkarte.
2. ↑  Länge nach dem Layer Gewässernetz (AWGN).
3. ↑  Einzugsgebiet nach dem Layer Aggregierte Gebiete 04.

### Andere Belege
1. ↑  Deutsches Gewässerkundliches Jahrbuch Rheingebiet, Teil I 2009 Landesanstalt für Umweltschutz Baden-Württemberg, S. 87, abgerufen am 7. März 2021 (PDF, deutsch).
2. ↑  Albrecht Greule: Deutsches Gewässernamenbuch. Walter de Gruyter, Berlin / Boston 2014, ISBN 978-3-11-057891-1, S. 483, „²Schutter“ (Auszug in der Google-Buchsuche).
3. ↑  Zweckverband Hochwasserschutz